# أنا ويزل
أنا ويزل هو مسلسل تم إنتاجه في الولايات المتحدة. بدأ عرضه في سنة 1997 على كرتون نتورك. بلغ عدد مواسم المسلسل 5 مواسم، كما بلغ عدد حلقاته 79 حلقة، وتبلغ مدة الحلقة الواحدة 7 دقيقة. تم بث المسلسل لأول مرة بتاريخ 15 يوليو 1997 بينما تم بث آخر حلقة منه بتاريخ 16 سبتمبر 1999 .

## وصلات خارجية
- أنا ويزل على موقع IMDb (الإنجليزية)
- أنا ويزل على موقع قاعدة بيانات الأفلام العربية
- أنا ويزل على موقع كينوبويسك (الروسية)
- أنا ويزل على موقع ألو سيني (الفرنسية)
- أنا ويزل على موقع قاعدة بيانات الفيلم (الإنجليزية)